# Będzin (Osetna)
Będzin – przysiółek wsi Osetna w Polsce, położony w województwie zachodniopomorskim, w powiecie pyrzyckim, w gminie Lipiany. Przysiółek wchodzi w skład sołectwa Osetna.
W latach 1975–1998 przysiółek administracyjnie należał do województwa szczecińskiego.